# Stazione di Buchs SG
La stazione di Buchs SG è una stazione ferroviaria della linea Coira-Rorschach a servizio della cittadina di Buchs nel canton San Gallo. Situata a ovest del fiume Reno e del confine fra Svizzera e Liechtenstein, è anche capolinea della linea per Feldkirch e quindi stazione di confine fra la rete ferroviaria svizzera e quella austriaca.

## Storia
La stazione fu aperta al servizio il 1º luglio 1858 assieme al tronco tra Rheineck e Coira. Nel 1872 fu aperto il collegamento ferroviario verso Feldkirch, stazione della linea del Vorarlberg.

## Strutture e impianti

La locomotiva da manovra E 3/3 nr. 8487 monumentata

Il piazzale binari è composto da quattro binari per il servizio passeggeri. I primi due sono a servizio della linea Coira-Rorschach, mentre gli altri due sono a servizio della ferrovia per Feldkirch. La banchina a isola di questi ultimi due binari è dotata di dogana.
Lo scalo merci è dotato di altri quindici binari ai quali se ne aggiungono altri per i due depositi locomotive. Un raccordo collega lo scalo merci alla vicina zona industriale. È presente anche una piattaforma girevole.
Il fabbricato viaggiatori è una struttura moderna condivisa con la vicina autostazione. Poco più a sud, è presente la locomotiva da manovra a vapore E 3/3 nr. 8487 che è stata impiegata presso lo scalo tra il 1909 e il 1964.

## Movimento

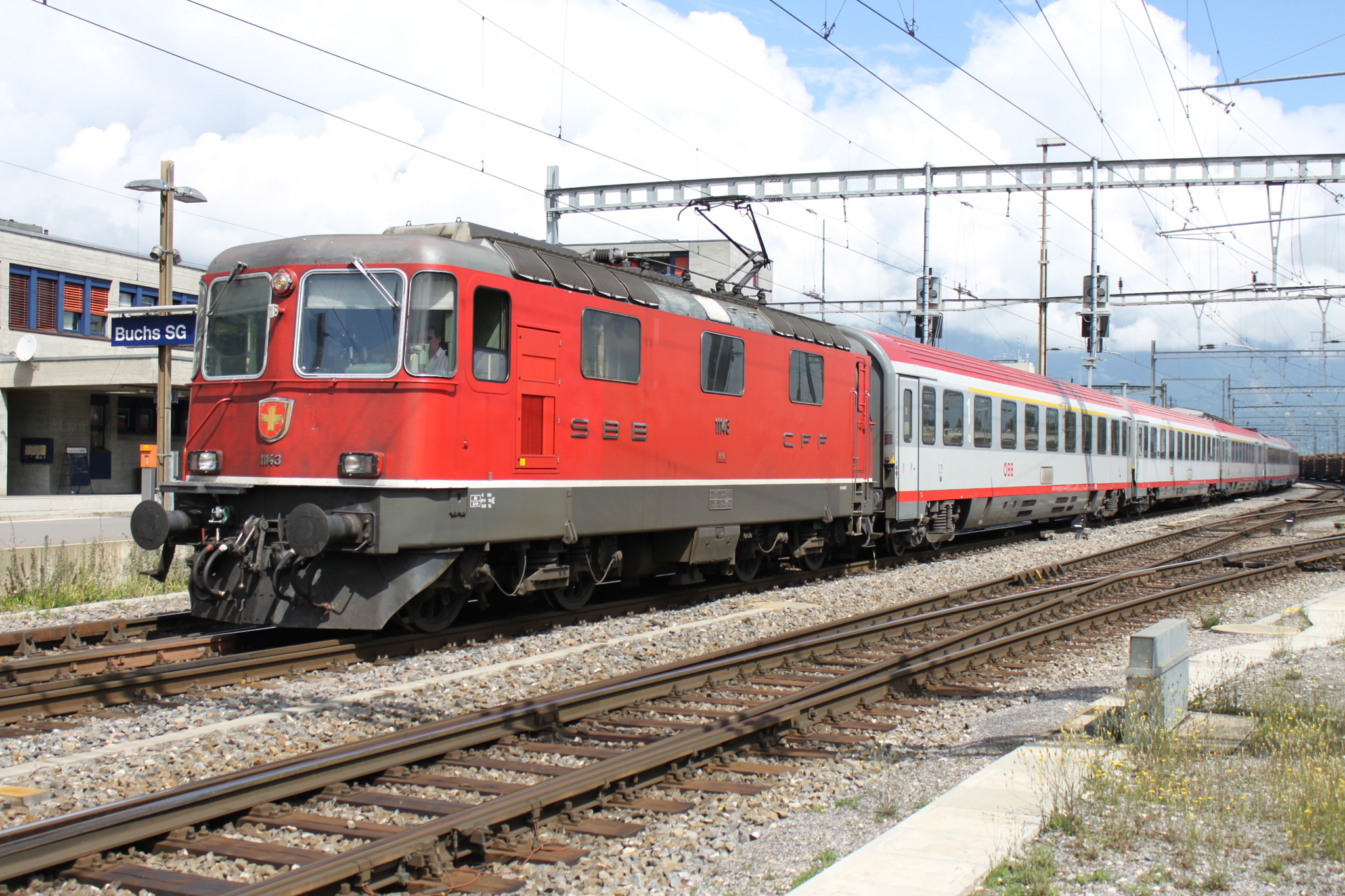
L'Eurocity 164 Salisburgo-Zurigo in partenza dalla stazione di Buchs. In testa, la Re 4/4 II nr. 11143 delle FFS.

La stazione è servita dalla linea S4 della rete celere di San Gallo, una circolare che collega San Gallo a Sargans e Uznach esercita dalla Schweizerische Südostbahn (SOB), e dal servizio regionale Buchs SG-Feldkirch (linea S2 della S-Bahn del Vorarlberg), gestito dalla Österreichische Bundesbahnen (ÖBB).
È presente anche il servizio interregionale Coira-Rheineck-San Gallo (IR 13), di competenza delle Ferrovie Federali Svizzere (FFS).
Grazie al suo ruolo di confine, è servita anche dagli EuroCity Zurigo Centrale-Graz Centrale, dai Railjet Zurigo Centrale-Vienna Aeroporto/Bratislava/Budapest Est, e da Euronight che collegano Zurigo Centrale alla Repubblica Ceca e alla Croazia.

## Servizi
- Biglietteria automatica
- Sala d'attesa
- Ufficio postale
- Supermercato

## Interscambi
- Autostazione